# Clio missione mamme
Clio missione mamme è un programma televisivo italiano di genere docu-reality, in onda su Real Time nel giugno 2018 e condotto da Clio Zammatteo.

## Il programma
Clio Zammatteo aiuta con segreti sul make-up le madri che non riescono più a dedicarsi un po' di tempo per loro.

## Edizioni
| Edizione | Inizio        | Fine           | Rete televisiva | Puntate | Conduzione     |
| -------- | ------------- | -------------- | --------------- | ------- | -------------- |
| 1        | 4 giugno 2018 | 18 giugno 2018 | Real time       | 15      | Clio Zammatteo |